# Gonomyia pilosispina
Gonomyia pilosispina är en tvåvingeart som beskrevs av Alexander 1937. Gonomyia pilosispina ingår i släktet Gonomyia och familjen småharkrankar. Inga underarter finns listade i Catalogue of Life.